# Balea perversa
Espèce
Balea perversa est une espèce d'escargot (gastéropode mollusque) terrestre, Pulmonata de la famille des Clausiliidae, appartenant au genre Balea.
C'est une espèce qui peut être localement abondante, mais qui est assez rare (ou devenue rare) en France métropolitaine (absente sur plus de la moitié des départements selon le Muséum). Cette espèce n'est pas protégée.

## Synonymes
- Clausilia deshayesiana Bourguignat, 1857
- Clausilia elongata Adami, 1886
- Clausilia illyrica Westerlund, 1878
- Pupa fragilis Draparnaud, 1801

## Distribution
Cette espèce est présente dans plusieurs pays et îles, dont (liste non exhaustive)
- République tchèque
- Grande-Bretagne
- Irlande
- et d'autres pays d'Europe de l'Ouest.